# Klasztor pijarów w Breźnie

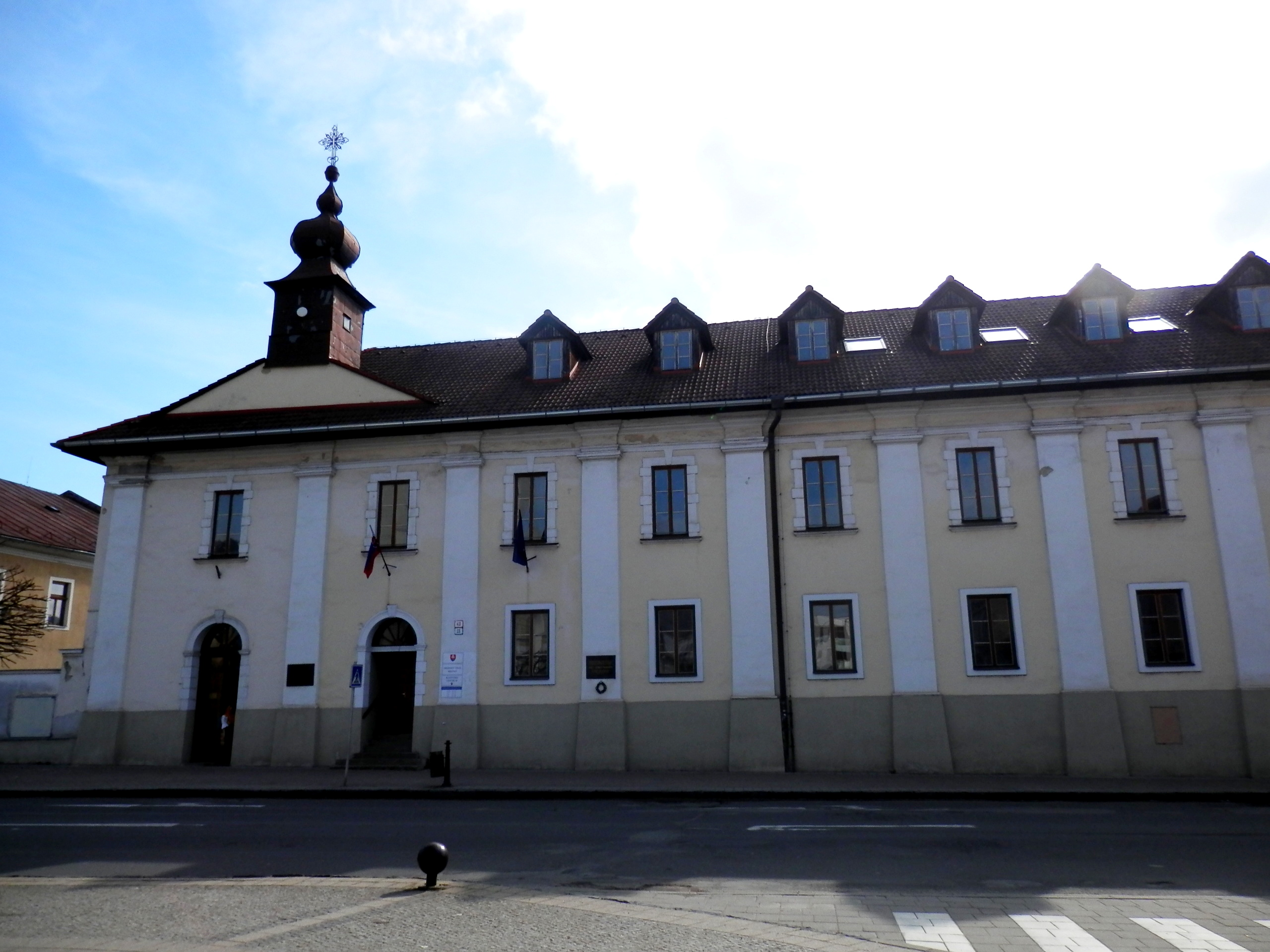
Dawny klasztor pijarów w Breźnie

Klasztor pijarów w Breźnie (słow. Kláštor piaristov) – dawny zespół klasztorny zakonu pijarów, w Breźnie w kraju bańskobystrzyckim na Słowacji. Znajduje się przy głównym placu miasta (Namestie gen. M. R. Štefánika), w pierzei wschodniej utworzonej przez ulicę Rázusovą.
Obiekt został wzniesiony w latach 1694–1713 na planie zbliżonym do litery „L”. Murowany, piętrowy, kryty dachami dwuspadowymi. Ściany podzielone szerokimi pilastrami na równe pola z pojedynczymi oknami. W północno-zachodnim narożniku klasztorna kaplica pw. Panny Marii, wyróżniająca się trójkątnym frontonem wtopionym w dach i zwieńczonym kwadratową wieżyczką z cebulastym hełmem. Kaplica sklepiona jest barokowym sklepieniem kolebkowym, na którym 3 plafony z historyzującymi malowidłami ornamentalnymi. W ołtarzu kaplicy cenny późnogotycki, drewniany, polichromowany posążek Panny Marii z końca XV w.
W budowli tej funkcjonowało również gimnazjum pijarskie, w którym u schyłku XVIII w. uczył się m.in. Jozef Dekret-Matejovie (1774-1841), późniejszy leśnik i jeden z twórców nowoczesnej gospodarki leśnej ówczesnych Węgier. Poświęcona mu jest tablica pamiątkowa na jednym z pilastrów frontu budynku.